# Acrocercops crotalistis
Acrocercops crotalistis là một loài bướm đêm thuộc họ Gracillariidae. Nó được tìm thấy ở Peru. Nó được miêu tả bởi Edward Meyrick năm 1915.